# Småländska
Småländska är ett samlingsnamn på de svenska dialekter som talas i Småland. Småland kännetecknas av relativt starka skillnader mellan olika delar av landskapet, de traditionella "små landen". Det är till exempel relativt stora skillnader mellan den småländska som talas i Tjust i nordöstra delen av Småland, den småländska som talas längst i sydväst, i Finnveden och den småländska som talas i trakter som vetter mot de gamla östdanska landskapen, där många drag är gemensamma med skånskan. Dialekterna har liksom övriga dialekter uppstått genom tre växelverkande krafter: bevarandet av ålderdomliga drag från fornöstnordiska, anammandet av innovationer från omgivande landskap och egna särdrag. Uppdelningen av landskapet i Linköpings stift och Växjö stift har historiskt haft stort inflytande på dialekterna.[källa behövs]
I stora drag kan sägas att tre av Sveriges dialektgrupper finns representerade i Småland: Sydsvenska mål i framförallt södra och sydvästra Kronobergs län, götamål i norra och västra Småland, samt mellansvenska mål i framförallt norra Kalmar län.

## Kännetecken
Landskapets dialekter kan grovt delas upp i två delar, en nordöstlig del som har många drag gemensamma med centralsvenska dialekter, och en sydvästlig del som delar drag med dialekterna i Halland, Västergötland, Blekinge och Skåne. I hela Småland skiljer sig dialekterna från målen längre söderut genom att de inte har påverkats av övergången från p, t, k till b, d, g som är gemensam för de sydsvenska dialekterna. Det heter alltså kaka och inte kaga på småländska, med undantag för några områden längst i sydväst.
Däremot har tungrots-r spridit sig söderifrån ganska långt norrut i Småland, och används i alla ställningar söder om en linje längs gränsen mot Västergötland, över Jönköping och sedan österut mot Kalmarsund omkring Oskarshamn. Direkt norr om linjen förekommer i öster endast tungspets-r, och längre norrut är fördelningen mellan tungspets-r och tungrots-r enligt götaregeln. I likhet med östgötska förekommer i nordöstra Småland uttalandet av initialt r före vokal som w, framförallt i området som lyder under Linköpings stift och som historiskt genom kyrkans inflytande påverkats starkt av östgötskan. Vokalisering av r efter vokal förekommer i nästan hela Kronobergs län samt i södra Kalmar län, exempelvis mor → moe, moå l. moa. I vissa delar av Jönköpings län med tungspets-r, och då främst i Sävsjö, Nässjö och Vetlanda, faller r bort i kombination med efterföljande t, s, l och n. Detta gör till exempel att bort uttalas bått.
Liksom i söder förekommer diftongering, bland annat av långt e och långt å. Diftongering förekommer ofta i kombinationer där standardspråket har kort a eller kort å, t.ex. kam → kaomm eller tång → taong. Långt ä diftongeras mera sällan och huvudsakligen i områden som gränsar till Skåne och Blekinge. På vissa platser har en tidigare diftong monoftongerats, t.ex. gammalt långt e som blir ai och därefter a i delar av Sunnerbo och Västbo.
Ett annat tecken på samhörighet mellan småländska och sydligare mål är den relativt sparsamma förekomsten av tjockt l. Konsonantljudet förekommer främst i nordöstra Småland, norr om en linje som går mellan Jönköping och Kalmarsund i höjd med Borgholm. Det "tjocka l" som kommer ur rd(h) finns på ett något mindre område i nordöst, t.ex. i gård → gål.
Ännu en förändring som kommer söderifrån är hur konsonanten g uttalas efter vokal. Efter främre vokal blir g till j, till exempel i väg → väj, hög → höj. Efter bakre vokal kan g vokaliseras, till exempel uttalas hage som hae eller have, i nordväst blir uttalet hawe och i övrigt haje. I Kronobergs län (utom i sydväst) uttalas hage som haojen. I söder kan man få bortfall av g, framförallt mellan o och u, ex. ljuga → jua.
I stora delar av Sverige försvinner t i bestämd form neutrum, till exempel i uttalet av huset → huse. I Småland finns detta t kvar liksom i supinumformerna av vissa verb, med undantag av Kalmar län där brunnit kan uttalas brunne eller brunnet.
Kronobergs län har kvar uttalet av n i feminina substantiv som husen och solen, i norra Kalmar län och i stora delar av Jönköpings län säger man husa och sola liksom i centrala Sverige. I södra delen av Kalmar län slutar feminina substantiv i singularis bestämd form på -an, till exempel broan, solan, åan.
Från Sydvästsverige kommer utvecklingen av långt i och y till e respektive ö i ord som fisk och syster. I Kalmar län finns även uttalen fisk och syster.
I nästan hela landskapet bevaras ändelsen -de i preteritumformer av verb som t.ex. kastade, med varianterna kastede i Kalmar län och kaste längst i norr.

## Språkexempel efter vissa områden
Många platser har en mycket särpräglad utveckling av småländskan medan andra delar mest har en blandning av olika typer av dialektdrag inom småländskan. Nedan anges ett urval av områden där dialekten är mycket tydligt särpräglad och relativt lätt att skilja från andra dialekttyper av småländska.

### Höglandssmåländskan
I de östra delarna av Jönköpings län, det område som av tradition brukar kallas Småländska höglandet, talas en dialekt vilken har många egna och typiska drag vilket gör den lätt att urskilja. Det mest tydliga draget i dialekten är avsaknad av retroflexa konsonanter, det vill säga de ljud som i svenska stavas /rs/, /rt/, /rd/, /rl/ med flera. Dessa uttalas istället dentalt, dvs som /s/, /t/, /d/, /l/. Detta gör att språket får en mycket läspande ton. Exempelvis uttalas "försäkra" som /fösäkra/. Att ett r-element har funnits i orden märks bland annat på att ö-ljud som står innan dessa ljud uttalas öppet, alltså som de även i rikssvenskan uttalas innan r. Ett ord som "hörn" uttalas alltså på höglandssmåländska i regel som /hö:n/, med samma ö-ljud som i "hörn" (till skillnad från det som i rikssvenskan finns i "höna") 

### Tjustsmåländskan
Tjustsmåländskan – även kallad västervikska – är den dialektform som talas av de boende i den forna lagsagan Tjust i nordöstra delarna av Småland, idag främst Västerviks kommun. 
Denna dialektform är mycket speciell då den nästan totalt saknar många av de drag som förknippas med småländska, som till exempel skorrande r. Istället liknar denna dialekt mycket östgötskan med runda r och utdragna vokaler. Den har dock fortfarande vissa drag som den delar med vissa andra typer av småländska till exempel det läspande ljud som görs när vissa r-ljud uttalas (se höglandssmåländska ovan). Dessa ljud skiljer sig dock lite från höglandssmåländskans då de uttalas med mycket djupa tungrörelser istället för höglandssmåländskans tungspetsläspande. Ett annat typiskt drag för tjustsmåländskan är det ch-ljud som ofta ersätter s-ljud, till exempel uttalas förstås på tjustsmåländska föchtåch. Detta dialektdrag kommer troligtvis västerifrån, från Kisa och Rimforsa i Östergötland.